# Jerzy Bomba
Jerzy Bomba (ur. 25 września 1925 w Chorzowie) – polski piłkarz.
Bomba przez całą piłkarską karierę był związany z Ruchem Chorzów, w którym występował przez jedenaście sezonów. W sezonie 1956 Bomba zdobył wicemistrzostwo, zaś w sezonach 1951, 1952 oraz 1953 mistrzostwo Polski. W 1951 roku Bomba zwyciężył w pierwszym po II wojnie światowej finale Pucharu Polski, w którym Ruch pokonał Wisłę Kraków (2:0, 16 września 1951 roku). W sezonie 1955 Bomba wystąpił we wszystkich dwudziestu dwóch spotkaniach ligowych w pełnym wymiarze czasowym.
Z wykształcenia jest elektrykiem.